# Назад в Иерусалим!
Назад в Иерусалим (кит. 传回耶路撒冷运动, англ. Back To Jerusalem) — китайское христианское миссионерское движение, созданное для обращения в христианство буддистов, индуистов и мусульман, живущих между Китаем и Иерусалимом. Представители этого движения верят, что они призваны Богом создавать братства во всех странах, городах, посёлках и этнических группах между Китаем и Иерусалимом.

## История и современное состояние
Идеи этого движения были разработаны китайскими студентами Северо-Западного Библейского института, однако правительственные репрессии и запреты на десятилетия загнали их в подполье, а лидер движения Симон Цао 40 лет провёл в тюрьме.
Начиная с 2003 года «Назад в Иерусалим» приобретает международный характер, его основой становится одна из китайских «домашних церквей» во главе с Лю Чжэньином, известным как «Брат Юнь». Юнь родился в 1958 году, в Китае за миссионерскую деятельность был приговорён к тюремному заключению. С 2001 года живёт в Германии, где издал автобиографию «Человек небесный» (天上人), получившую приз «Христианская книга года» в 2003 году; активный евангелист, отец двоих детей.

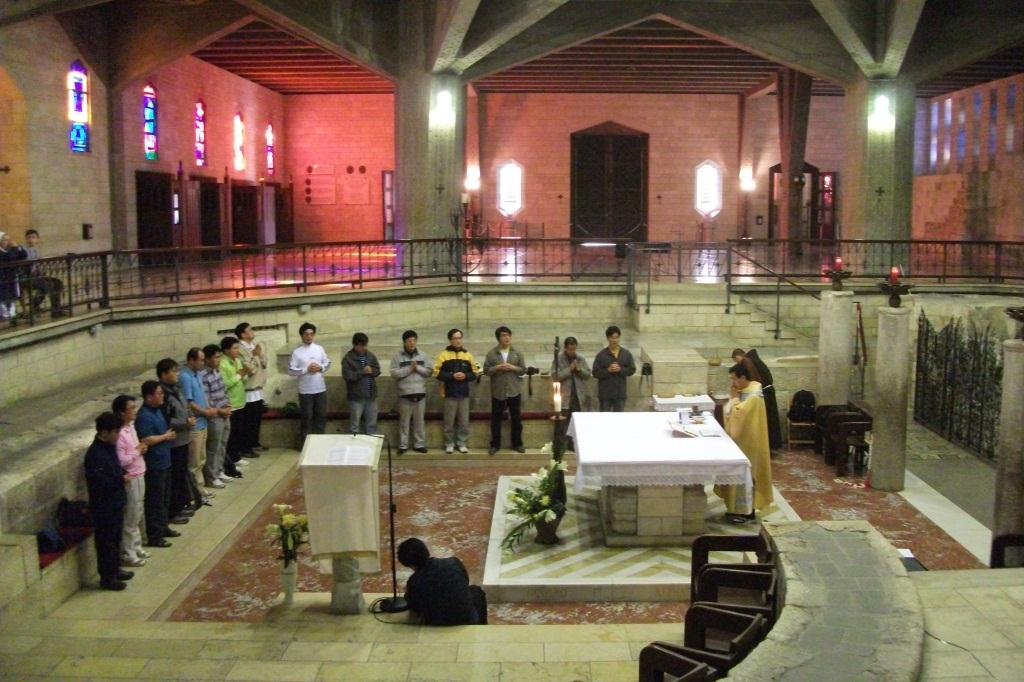
Христиане-китайцы в католическом соборе Благовещения, Назарет

Многие христианские лидеры Китая дистанцируются от Юня и его финансируемой из-за рубежа организации. Юнь утверждает, что движение «Назад в Иерусалим» занимается проповедью Евангелия в 51 стране и послало минимум 100 тысяч миссионеров вдоль Великого Шёлкового пути, древнего торгового пути между Китаем и странами Средиземноморья. Однако эти цифры подвергаются сомнению.